# Azoritoma macquariensis
Genre
Espèce
Azoritoma macquariensis, unique représentant du genre Azoritoma, est une espèce de collemboles de la famille des Isotomidae.

## Distribution
Cette espèce est endémique de l'île Macquarie en Australie.

## Étymologie
Son nom d'espèce, composé de macquari[e] et du suffixe latin -ensis, « qui vit dans, qui habite », lui a été donné en référence au lieu de sa découverte, l'île Macquarie.

## Publication originale
- Greenslade & Potapov, 2008 : A new genus and species of Isotominae (Collembola: Isotomidae) from cushion plants on sub-Antarctic Macquarie Island. Kanunnah, vol. 2, p. 87-97.